# Elisabeth Wiedemann
Elisabeth Wiedemann (Bassum, 8 aprile 1926 – Marquartstein, 27 maggio 2015) è stata un'attrice tedesca, che fu attiva prevalentemente in campo televisivo e teatrale.
Sul piccolo schermo, a partire dalla metà degli anni cinquanta, partecipò a una novantina di produzioni differenti. Tra i suoi ruoli più noti, figurano, tra l'altro, quello di Else nella serie televisiva Ein Herz und eine Seele (1973-1974) e quello di Marlene Geldorf nella serie televisiva Ciao dottore! (1999-2000).
Era la moglie dell'attore Richard Lauffen (1901-1990).

## Biografia

### Morte
Elisabeth Wiedemann muore nella notte di mercoledì 27 maggio 2015 in una casa di riposo di Marquartstein, in Baviera, all'età di 89 anni.
È sepolta accanto al marito Richard Lauffen nel cimitero di Hittenkirchen, nel comune di Bernau am Chiemsee.

## Filmografia parziale

### Cinema
- Herr Hesselbach und die Firma (1956) - segretaria
- I vizi di una vergine (1970) - Sig.ra Wagner
- Otto - Der Film (1985)
- Hausmänner (1991)

### Televisione
- Öl und Champagner - film TV (1956)
- Die Firma Hesselbach - serie TV, 1 episodio (1963)
- Bürger Schippel - film TV (1964) - Thekla Hicketier
- Das Kriminalmuseum - serie TV, 2 episodi (1964-1966) - ruoli vari
- Spätere Heirat erwünscht oder Pallü ist ein Spiel - film TV (1966)
- Der Ritter vom Mirakel - film TV (1966)
- Fluchtversuch - film TV (1966) - Erna Lindner
- Der blaue Strohhut - film TV (1968)
- Komische Geschichten mit Georg Thomalla - serie TV, 1 episodio (1969)
- Gefährliche Neugier - film TV (1970) - Sig.ra Zander
- Erschwerte Möglichkeit der Konzentration - film TV (1970) - Vlasta Humlová
- Das Millionenspiel, regia di Tom Toelle – film TV (197)
- Toni und Veronika - serie TV, 1 episodio (1971)
- Friß, Pappi, friß! - film TV (1972) - Emily Britten
- Der Kommissar - serie TV, 2 episodi (1972-1975) - ruoli vari
- Ein Herz und eine Seele - serie TV, 21 episodi (1973-1974) - Else
- Der Tod der Schneevögel - film TV (1974)
- Motiv Liebe - serie TV, 1 episodio (1974)
- Die schöne Marianne - serie TV, 2 episodi (1975)
- Dalli Dalli - serie TV, 1 episodio (1976)
- Links und rechts vom Ku'damm - film TV (1977)
- L'ispettore Derrick - serie TV, ep. 06x06, regia di Alfred Vohrer (1979) - Charlotte Nolde/Sig.ra Behr
- Ein verrücktes Paar - serie TV, 2 episodi (1979) - ruoli vari
- Es begann bei Tiffany - film TV (1979) - Gerta Hagen
- Wie erziehe ich meinen Vater? - serie TV, 1 episodio (1979)
- Pension Schöller - film TV (1980) - Sophie Malzpichler
- Il commissario Köster/Il commissario Kress (Der Alte) - serie TV, 6 episodi (1980-1996) - ruoli vari
- L'ispettore Derrick - serie TV, ep. 08x04, regia di Zbyněk Brynych (1981) - Andrea Answald
- Polizeiinspektion 1 - serie TV, 1 episodio (1981)
- La nave dei sogni - serie TV, 3 episodi (1981-1995)
- Tatort - serie TV, 2 episodi (1981-2004) - ruoli vari
- Tegtmeier klärt auf - serie TV, 1 episodio (1982)
- Hellseher wider Willen - serie TV (1982)
- Die Geschwister Oppermann - miniserie TV (1983)
- Nordlichter: Geschichten zwischen Watt und Wellen - serie TV (1983)
- Heiraten ist immer ein Risiko - film TV (1984) - Honoria Dodd
- Lach mal wieder - serie TV, 1 episodio (1984)
- Weißblaue Geschichten - serie TV, 1 episodio (1984)
- L'ispettore Derrick - serie TV, ep. 12x04, regia di Zbyněk Brynych (1985) - Julia Stettner
- Schöne Ferien - serie TV, 1 episodio (1985)
- Mein Freund Harvey - film TV (1985) - Vita Louise Simmons
- La clinica della Foresta Nera - serie TV, 1 episodio (1986)
- SOKO 5113 - serie TV, 3 episodi (1986-2008) - ruoli vari
- Hafendetektiv - serie TV, 1 episodio (1987)
- Ein heikler Fall - serie TV, 1 episodio (1988)
- Justitias kleine Fische - serie TV (1988)
- Liebesgeschichten - serie TV (1990)
- Zwei Schlitzohren in Antalya - serie TV (1991)
- Glückliche Reise - serie TV, 1 episodio (1992)
- Einer stirbt bestimmt - film TV (1992)
- Vater braucht eine Frau - serie TV, 6 episodi (1993) - Alma Einstein
- Im Innern des Bernsteins - film TV (1995) - Zia Trudi
- Ein flotter Dreier - serie TV (1996)
- Kurklinik Rosenau - serie TV, 1 episodio (1996)
- Felix - Ein Freund fürs Leben - serie TV (1997)
- Rosamunde Pilcher - Irrwege des Herzens - film TV (1997) - Sophie
- Pension Schöller - film TV (1997) - Josephine Zillertal
- Mama ist unmöglich - serie TV, 2 episodi (1997-1999) - Nonna Elisabeth
- Ciao dottore! - serie TV, 13 episodi (1999-2000) - Marlene Geldorf
- Dr. Sommerfeld - Neues vom Bülowbogen - serie TV, 1 episodio (2001)
- La nostra amica Robbie - serie TV, 1 episodio (2001)
- Il nostro amico Charly - serie TV, 3 episodi (2001-2011) - ruoli vari
- Klinikum Berlin Mitte - Leben in Bereitschaft - serie TV, 1 episodio (2002)
- Die Rettungsflieger - serie TV, 1 episodio (2003)
- Der Pfundskerl - serie TV, 1 episodio (2003)
- Ritas Welt - serie TV, 1 episodio (2003)
- Stubbe - Von Fall zu Fall - serie TV, 1 episodio (2003)
- Ein Hauptgewinn für Papa - film TV (2006)
- Familie Dr. Kleist - serie TV, 1 episodio (2006)
- Hamburg Distretto 21 - serie TV, 1 episodio (2007)
- Hamburg Distretto 21 - serie TV, ep.  06x05 (2011) - Mona Trinklein
- Luci d'estate - film TV (2011) - Marion Walter
- Der Dicke - serie TV, 1 episodio (2012)

## Doppiaggi
- Doctor Snuggles - serie TV, 11 episodi (1979) - Sig.ra Reinlich

## Premi e nomination
- 1967: Goldene Kamera per Spätere Heirat erwünscht oder Pallü ist ein Spiel[7]